# 卡尔塔马
卡尔塔马，是西班牙安达卢西亚自治区马拉加省的一个市镇。 总面积105平方公里，总人口14139人（2001年），人口密度135人/平方公里。